# Edaphus
Edaphus is een geslacht van kevers uit de familie van de kortschildkevers (Staphylinidae).

## Soorten
Bij het geslacht zijn ruim 600 soorten ingedeeld. Enkele soorten zijn:
- Edaphus aculeiventris Puthz, 2011[2]
- Edaphus agostii Puthz, 2011[2]
- Edaphus baliensis Puthz, 2011[2]
- Edaphus carinifrons Puthz, 2011[2]
- Edaphus cornelli Puthz, 2011[2]
- Edaphus crassipennis Puthz, 2011[2]
- Edaphus koreanus Puthz, 2011[2]
- Edaphus longifrons Puthz, 2011[2]
- Edaphus palmi Puthz, 2011[2]
- Edaphus schawalleri Puthz, 2011[2]
- Edaphus sinicola Smetana, 2004
- Edaphus wunderlei Puthz, 2011[2]